# De Lenarts
De Lenarts of De Lenarts d'Ingenop is een oorspronkelijk Maastrichts geslacht waarvan enkele leden van 1816 tot 1907 tot de Nederlandse adel behoorden.

## Geschiedenis
De Maastrichtse familie Lenarts/Lenaert/Lenaerts/Lenaers was afkomstig uit Rijsel. De stamreeks begint [waarschijnlijk] met Hubert Lenarts die in 1451 trouwde met Benigna Happart. Een nazaat, Hubrecht Lenaerts (†1672), was schepen en in 1664-1666 Luiks burgemeester van Maastricht. Van 1710 tot 1712 was Servaes Lenarts, vermoedelijk zijn zoon, Luiks burgemeester van Maastricht. Ene H. Lenaerts was omstreeks 1764 schepen van Heer.

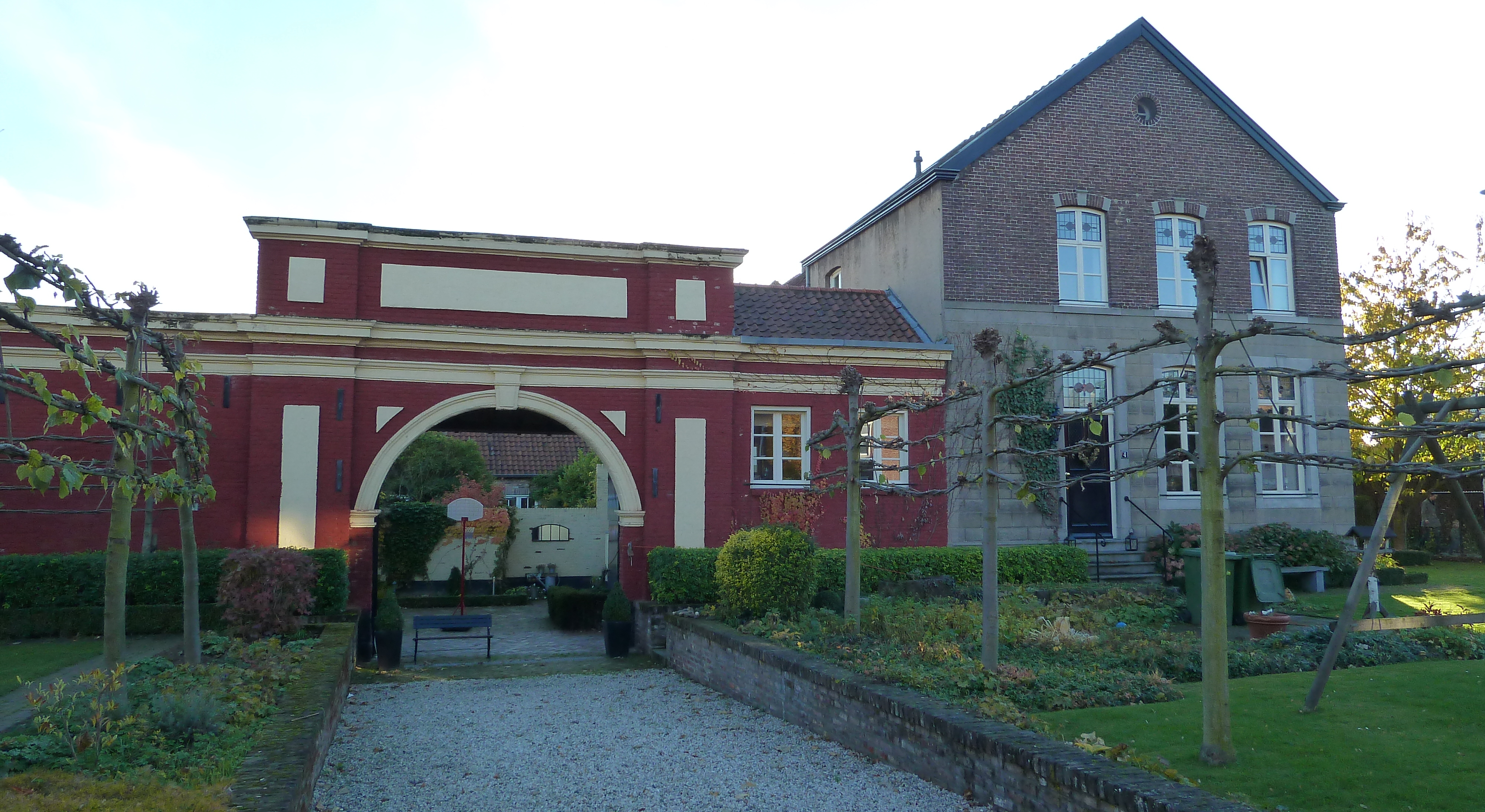
Huis Ingenop in Bunde

### Genealogie
- Matthias Karel [de] Lenarts (1682-1747), een kleinzoon van Hubert Lenarts, was eveneens Luiks burgemeester van Maastricht (1724-1726). Hij trouwde met Elisabeth Emerentia van Buel (1680-1739), vrouwe van Ingenop, en werd zo heer van Ingenop (in Bunde). Heerlijkheid en buitengoed Ingenop bleven tot 1892 in de familie. Een zoon en kleinzoon van dit echtpaar zijn van belang voor de Maastrichtse geschiedschrijving.
  - Gijsbert Jan Hubert de Lenarts (1708-1768), jurist, gezworen raad, stadssecretaris (1737), foerier en verdienstelijk amateurhistoricus te Maastricht, trouwde met Adriana Georgina Lucia de Vaes van Scherpenbergh. Hij legde een vijfdelige oorkondenverzameling in folio aan, de Diplomata Trajectensia (Maastrichtse oorkonden). Zijn graf bevindt zich in de Andrieskapel.[1]
    - Lambert Emmanuel Joseph de Lenarts (1742-1799), jurist en amateurhistoricus. Hij was onder meer foerier van Maastricht en rechter te Hasselt. Zijn historische verhandelingen over Maastricht zijn postuum gepubliceerd door Jozef Habets in de Publications de la Société Historique et Archéologique dans le Limbourg.[1] Hij trouwde in 1772 in Maastricht met Maria Josephina Aldegondis Daniels (°1734), dochter van Laurens Theodorus Daniels, advocaat en raadsheer van de kardinaal-prins-bisschop in Luik. Ze kregen twee zoons en een dochter.[3]
      - Jean Lambert de Lenarts (zie hieronder).
      - Maria Elisabeth Clara de Lenarts (1776-1833), bleef ongehuwd.
      - Mathias Karel de Lenarts (1778-1812), officier in Franse dienst, stierf tijdens de veldtocht van Napoleon naar Rusland.

### Adellijke tak
- Bij Koninklijk Besluit van 26 april 1816 werd de oudste zoon van het echtpaar De Lenarts-Daniels, Jean Lambert (Joannes Lambertus) de Lenarts d'Ingenop (1773-1828), heer van Ingenop, verheven in de Nederlandse adel en verkregen hij en zijn nageslacht het adelspredicaat jonkheer/jonkvrouw. De Lenarts d'Ingenop was van 1819 tot 1828 burgemeester van Bunde; de laatste drie jaar tevens burgemeester van Geulle, en lid van de Provinciale staten van Limburg. Hij trouwde in 1810 in 's-Gravenvoeren met Maria Alexandrina Antonia de Schiervel (1784-1832), dochter van Pierre de Schiervel, advocaat, magistraat en lid van de Tweede Kamer, en zus van Louis de Schiervel, burgemeester van Rotem, lid van het Nationaal Congres, voorzitter van de Belgische Senaat en gouverneur van Oost-Vlaanderen en Limburg. Ze kregen twee dochters.
  - Éléonore de Lenarts (1816-1898), geadopteerd door haar oom Louis de Schiervel, trouwde in 1849 in Rotem met ridder Charles Moreau de Bellaing (1825-1895), agronoom, burgemeester van Rotem en lid van de provincieraad van Limburg. Ze woonden op het Kasteel Ommerstein, dat ze van Schiervel erfden.

In 1907 stierf het geslacht uit.